# Čierne Kľačany
Čierne Kľačany es un municipio del distrito de Zlaté Moravce en la región de Nitra, Eslovaquia, con una población estimada a final del año 2024 de 1158 habitantes.
Se encuentra ubicado al noreste de la región, a unos 120 km al este de Bratislava, cerca de la frontera con las regiones de Banská Bystrica y Trenčín.

## Demografía
| Año        | 1994 | 2004    | 2014    | 2024    |
| ---------- | ---- | ------- | ------- | ------- |
| Población  | 1125 | 1115    | 1104    | 1158    |
| Diferencia |      | −0,88 % | −0,98 % | +4,89 % |

| Año        | 2023 | 2024    |
| ---------- | ---- | ------- |
| Población  | 1175 | 1158    |
| Diferencia |      | −1,44 % |